# Copula
Copula är ett begrepp inom statistiken för ett allmänt sätt att formulera en multivariat fördelning på ett sådant sätt att olika generella varianter av beroende kan representeras.